# Districtul El Aouana
El Aouana este un district din provincia Jijel, Algeria.